# 時の扉 (WANDSのアルバム)
『時の扉』（ときのとびら）は、日本のロックバンド、WANDSの2枚目のアルバム。

## 概要
木村真也（キーボード）加入後、初の第2期WANDSのアルバム及びフルアルバムで、5作目のシングル「愛を語るより口づけをかわそう」と同時発売された。
アルバム全体のコンセプトは特にないが、収録曲は自分たちの中から一つ一つ吐き出すという作業をしてアルバムを完成させたと当時のインタビューで上杉が述べている。
初回出荷盤には、通常盤と同じデザインの三方背収納BOX仕様となっている。

## 記録
シングルのヒットや音楽番組への出演に伴った人気の高まりもあって、オリコンチャート初登場1位を獲得し、ミリオンセラーを達成。
1993年度のオリコン年間アルバムチャートで2位を記録、WANDSのアルバムの中で最も売れた。
オリコンチャート1993年4月26日付で同日発売のシングルと共に初登場1位を獲得し、5月17日付まで4週連続で両作品とも首位を守った。さらに、2021年現在ではオリコン史上初となる「シングル・アルバム共に初登場から4週連続1位は最長の同時首位記録」である。

## 批評
| 専門評論家によるレビュー | 専門評論家によるレビュー |
| レビュー・スコア         | レビュー・スコア         |
| 出典                     | 評価                     |
| ------------------------ | ------------------------ |
| CDジャーナル             | 否定的                   |

CDジャーナルは、「この人たちは中山美穂のバックバンドではなかったのか? ぼくはラムーみたいなもんかと思ってましたがアルフィーみたいなもんだったんですね。いずれにせよ、あわてて作ったぽい、むりやり曲をデッチあげてアルバムにしてしまったように聴こえます。」と批評した。

## 収録曲
| #         | タイトル                                   | 作詞             | 作曲       | 編曲       | 時間  |
| --------- | ------------------------------------------ | ---------------- | ---------- | ---------- | ----- |
| 1.        | 「時の扉」                                 | 上杉昇           | 大島康祐   | 明石昌夫   | 4:09  |
| 2.        | 「このまま君だけを奪い去りたい」           | 上杉昇           | 織田哲郎   | 葉山たけし | 4:40  |
| 3.        | 「星のない空の下で」                       | 上杉昇           | 柴崎浩     | WANDS      | 4:45  |
| 4.        | 「もっと強く抱きしめたなら」               | 魚住勉・上杉昇   | 多々納好夫 | 葉山たけし | 4:55  |
| 5.        | 「ガラスの心で」                           | 上杉昇           | 柴崎浩     | 明石昌夫   | 3:59  |
| 6.        | 「そのままの君へと…」                      | 上杉昇           | 大島康祐   | 明石昌夫   | 5:03  |
| 7.        | 「孤独へのTARGET」                         | 上杉昇           | 川島だりあ | 明石昌夫   | 4:35  |
| 8.        | 「Mr.JAIL」                                | 上杉昇           | 柴崎浩     | 葉山たけし | 3:58  |
| 9.        | 「Keep My Rock'n Road」                    | 上杉昇           | 上杉昇     | 葉山たけし | 2:18  |
| 10.       | 「世界中の誰よりきっと 〜Album Version〜」 | 上杉昇・中山美穂 | 織田哲郎   | 明石昌夫   | 4:29  |
| 合計時間: | 合計時間:                                  | 合計時間:        | 合計時間:  | 合計時間:  | 42:51 |

## 楽曲解説
- シングル収録曲の詳細は、各項目を参照。

1. 時の扉
  - 4thシングルで、本作からの先行シングル。
2. このまま君だけを奪い去りたい
  - 上杉が作詞を提供したDEENのデビューシングル曲のセルフカバー[注釈 1]。
  - サビの歌詞の一部が、DEENヴァージョンと異なっている。
3. 星のない空の下で
  - 歌詞は上杉の亡くなった親友について綴ったとされる。[要出典]
4. もっと強く抱きしめたなら
  - 3rdシングル。
  - 記載は無いがアルバムバージョンであり、シングルバージョンとはギターパートが異なる。
5. ガラスの心で
6. そのままの君へと…
7. 孤独へのTARGET
8. Mr.JAIL
  - 後にライブで演奏した際には、歌詞を一部変更して披露された。
9. Keep My Rock'n Road
  - 上杉がWANDSで初めて作曲した楽曲であり、単独での作曲は本曲と11thシングル『WORST CRIME〜About a rock star who was a swindler〜/Blind To My Heart』の「Blind To My Heart」のみ。
10. 世界中の誰よりきっと 〜Album Version〜
  - 中山美穂とのコラボレーションとしてリリースされた楽曲のWANDS単独バージョン。コーラスは宇徳敬子が担当。

## 参加ミュージシャン

### WANDS
- Vocal：上杉昇
- Guitar：柴崎浩
- Keyboards：木村真也

### ゲストミュージシャン
- Chorus：生沢佑一 from TWINZER (#2)
- Chorus：川島だりあ (#1,#7)
  - #1はノンクレジット。
- Chorus：宇徳敬子(#10)[1]